# Autismo in età adulta
L'autismo è definito dal DSM-5  attuale come una condizione che rientra tra i disturbi del neurosviluppo; non ne sono note a tutt'oggi l'eziologia e la fisiopatologia. La conoscenza delle caratteristiche che l'autismo in età adulta assume sono ancore limitate, data la scarsità di letteratura scientifica sull'argomento.

## Il problema dell'autismo in età adulta
All'epoca della sua prima descrizione da parte di Leo Kanner, l'autismo veniva classificato come “psicosi infantile”; Negli anni ‘70 si intese l’autismo non più come una patologia pediatrica, destinata ad una possibile risoluzione, ma di un disturbo pervasivo dello sviluppo, che condiziona l'intero arco di vita dei soggetti. L'attenzione della comunità scientifica è però storicamente stata focalizzata sullo studio dell'infanzia e dell'adolescenza, con lo scopo di individuare modelli patogenetici, indicatori precoci dello sviluppo successivo e eventuali strategie terapeutiche. Spesso la formazione psicologica e medica attuale riguardo allo spettro autistico e ad altre condizioni dello sviluppo può essere poco presente o incentrato su modelli e strumenti diagnostici calibrati su bambini e meno su adulti e/o persone marginalizzate. Inoltre, termini come “deficit”, “sintomi” e “comorbidità” dominano i manuali attuali, compreso il DSM-5.
Tuttora, interventi come l’ABA, già a volte criticati per i bambini, vengono talvolta applicati anche agli adulti autistici.
L'autismo in età adulta resta invece tuttora un settore di ricerca relativamente inesplorato: poco si sa sui mutamenti che avvengono, dopo l'adolescenza, dal punto di vista neurologico e psicologico. Allo stesso modo è ben evidente la carenza di adeguati modelli di presa in carico, e l'adulto autistico è destinato in troppi casi a vivere presso la famiglia di origine, per la quale l'accudimento diventa sempre più oneroso e sfiancante; oppure, viene affidato a comunità ed istituzioni che, non essendo state concepite per le specifiche caratteristiche adattive e cognitive della condizione, hanno un effetto negativo sulla qualità di vita e sulla prognosi.

## Studi scientifici
I primi studi sistematici sulle caratteristiche dell'autismo in età adulta sono stati condotti dal gruppo di ricerca di Rutter negli anni 1970. Nel 1973, Kanner stesso analizzò un gruppo di autistici adulti (nel numero di 96), di età compresa tra 20 e 40 anni; la maggior parte dei soggetti risultava non essere per nulla autosufficiente, vivendo in famiglia, in comunità protette, in istituti per disabili o in ospedali psichiatrici. Kanner evidenziò uno sviluppo migliore nel caso di più sviluppate capacità comunicative; da notare comunque che 11 soggetti avevano un impiego, ed uno (compositore musicale di successo) era sposato ed aveva avuto un figlio. Pochi sono stati, del resto, gli studi longitudinali progettati per approfondire le conoscenze sullo sviluppo dell'autismo a lungo termine; di seguito verranno descritti i più importanti, tra quelli pubblicati a partire dal 2000.
Il team di ricerca di Howlin, Mawhood e Rutter, costituitosi presso il dipartimento di psicologia del St. George's Hospital di Londra, ha messo a confronto due gruppi di adulti, uno composto da autistici, l'altro da soggetti affetti da disturbi del linguaggio ricettivo. I partecipanti furono valutati nell'infanzia, durante l'adolescenza, e quindi all'età di circa 24 anni. I risultati indicavano che il quoziente intellettivo verbale e i punteggi nei test di linguaggio ricettivo erano migliorati in maniera più consistente nel primo gruppo; mentre non erano state rilevate differenze significative nelle capacità di lettura. La precocità nell'acquisizione del linguaggio parlato era correlata alla benignità della prognosi tra i soggetti autistici, ma non influiva sui progressi futuri dei soggetti con disturbi del linguaggio. Per quanto riguarda il funzionamento sociale (comportamenti stereotipati disturbanti, relazioni sociali, lavoro, autosufficienza), entrambi i gruppi dimostrarono un deficit, più marcato nel caso degli uomini autistici: molti di essi vivevano ancora con i genitori, e pochi avevano amici stretti o un impiego stabile. Solo il 10% del gruppo con deficit del linguaggio venne descritto come gravemente incompetente dal punto di vista sociale, contro il 74% del gruppo degli autistici.
Il campione analizzato da un più recente studio, condotto ancora da Howlin e Rutter, con Goode e Hutton, era costituito da 68 individui (61 maschi e 7 femmine), la cui età media era rispettivamente, al primo ed al secondo momento di valutazione, di 7 e di 29 anni; criterio di inclusione, un QI iniziale di almeno 50. Un quinto dei soggetti aveva ottenuto un qualche titolo accademico, e 5 avevano frequentato il college o l'università; 2, addirittura, erano iscritti ad un corso post-graduate. Circa un quarto del campione, secondo la testimonianza dei genitori, intratteneva rapporti di amicizia basati su interessi comuni. Come suggerito da altri studi (si veda il precedente paragrafo), i principali fattori predittivi si sono rivelati il QI iniziale, e la presenza di linguaggio parlato a 5 anni di età. Tutti i casi di prognosi buona a lungo termine erano inclusi nel gruppo con QI iniziale pari almeno a 70; va notato che solo un sesto dei soggetti compresi in tale gruppo aveva raggiunto uno sviluppo davvero soddisfacente riguardo ad attività lavorativa e rapporti amicali. 
In circa la metà dei casi, lo sviluppo fu valutato “scadente” o “molto scadente”: i soggetti compresi in questo gruppo, non autosufficienti, vivevano in comunità oppure in famiglia, ma necessitavano in ogni caso di un elevato grado di assistenza. Gli autori hanno sottolineato che non è stato possibile stabilire se i casi di sviluppo negativo fossero da imputare alle caratteristiche biologiche dei soggetti, ai deficit dei servizi assistenziali nell'infanzia, o alla carenza di supporto sociale durante l'età adulta. Inaspettatamente, è stato inoltre notato che le variazioni del QI oltre la soglia di 70 non avevano alcun valore prognostico; la spiegazione non è nota, ma di fatto la variabilità nello sviluppo tra i soggetti con QI elevato è grandissima. A titolo di esempio, Howlin e colleghi riportarono il caso di un soggetto autistico con un QI iniziale di 80, il quale, nonostante fosse stato più volte defraudato di grandi somme di denaro a causa della sua incapacità nel percepire le intenzioni altrui, era riuscito ad ottenere vari diplomi in campo informatico, si era sposato, e aveva ottenuto un lavoro; mentre un altro soggetto, con QI iniziale molto più elevato (ben 119), era finito molte volte nei guai per aver infastidito e palpeggiato un gran numero di donne, senza mai rendersi conto del motivo per cui ciò fosse sconveniente. 
Quello del 2005 condotto da Billstedt, Gillberg e Gillberg è probabilmente il primo studio in cui è stata analizzata nel corso degli anni, dall'infanzia all'età adulta, una vasta popolazione, il più possibile rappresentativa di quella reale; il principale criterio di ammissione per i 120 partecipanti, è stato quello di risiedere nell'area geografica di Göteborg (Svezia), e dunque il campione è eterogeneo per estrazione sociale, educazione ricevuta, quoziente intellettivo. I risultati ottenuti sono in parziale contraddizione sia con la precedente letteratura, sia con le stesse ipotesi dei ricercatori; si tratta di dati importanti, ma che sottolineano l'attuale grave carenza di conoscenze definitive sulla storia evolutiva dell'autismo. Per molti individui (in percentuale maggiore rispetto alle previsioni) lo sviluppo è stato valutato scarso, o molto scarso; la presenza di epilessia, pur essendo più frequente di quanto ipotizzato, non è risultata però un fattore prognostico negativo di rilievo. Allo stesso modo, il sesso non ha influito in modo significativo, mentre gli studiosi si attendevano ovviamente un deterioramento più marcato nel sesso femminile. Viene invece confermata l'elevata predittività della presenza di linguaggio parlato a 5-6 anni e del QI misurato durante l'infanzia; comunque, lo sviluppo è stato relativamente scarso anche nei soggetti con QI iniziale elevato: nessun soggetto autistico del campione in esame è autosufficiente.

## Il sistema assistenziale
La rete dei servizi, che in questa fase critica per il sistema famigliare del soggetto autistico dovrebbe fornire maggiore supporto, allarga in realtà le proprie maglie; oltrepassata l'adolescenza, l'autistico viene progressivamente “abbandonato” dai servizi di pediatria e di neuropsichiatria infantile, e viene meno anche la funzione educativa e riabilitativa dell'inserimento scolastico. Concretamente, può accadere che le persone autistiche vivano presso la famiglia di origine, oppure che vengano affidati ad un qualunque tipo di istituto o di comunità. Esistono tre tipologie di interventi protetti: le comunità per autistici, i gruppi appartamento per autistici e le comunità o gruppi appartamento misti; ognuna di queste scelte presenta problematiche, vantaggi, e difficoltà specifiche, che sono descritte nella letteratura che da qualche anno comincia a comparire.
Nel caso in cui il soggetto autistico continui invece a vivere in famiglia, non si può comunque trattare di una soluzione davvero definitiva: sia perché i genitori dovrebbero essere messi in condizione di condurre un'esistenza serena e non solo funzionale all'accudimento del figlio, mentre spesso le necessità di quest'ultimo tendono a divenire sempre più pressanti; sia perché è a sua volta l'adulto autistico a necessitare di un'alternativa all'ambiente famigliare, in modo che gli sia garantita assistenza anche quando venga meno la possibilità dei famigliari ad accudirlo. Dunque, dovrebbe rivestire un ruolo di massima importanza la valutazione del soggetto autistico, e il suo inserimento nel contesto più adatto; purtroppo allo stato attuale c'è carenza di spazi idonei, e l'insufficienza dei modelli assistenziali è a sua volta imputabile, in parte, alla scarsa conoscenza della storia evolutiva della condizione. Accade così che l'inserimento dell'adulto autistico avvenga in base alla ricettività della zona geografica di appartenenza, in base alle disponibilità economiche dei famigliari, e in base alle caratteristiche della rete assistenziale locale.
Tra le poche soluzioni assistenziali ad hoc, si nota il modello della farm community; si tratta di comunità residenziali localizzate in ambiente rurale, sorte negli anni '70 e lentamente diffusesi nel mondo occidentale (in Italia, al momento, esiste solo una di queste strutture, a Ponte Nizza, in provincia di Pavia).
In questo tipo di struttura residenziale viene fornita un'assistenza continuativa da parte di personale qualificato. Vengono infatti attuati interventi educativi mirati e svolte attività di gruppo al fine di migliorare gli aspetti comportamentali dei soggetti affetti da autismo. La quotidianità è quindi arricchita da un impegno costante e vario, spaziando dal contesto rurale, attraverso occupazioni quali la cura di animali, ad attività artigianali ed artistiche. 